# Zeche Haberbank
Die Zeche Haberbank in Sprockhövel-Niedersprockhövel ist ein ehemaliges Steinkohlenbergwerk. Das Bergwerk war auch unter den Namen Zeche Haberkamp und Zeche Hawerkamp bekannt.

## Bergwerksgeschichte
Am 7. Oktober des Jahres 1739 wurde ein Längenfeld westlich vom Pleßbach im Bereich Hohe Egge vermessen. Im Jahr 1750 war das Bergwerk in Betrieb, es wurde Stollenbau betrieben. Das Stollenmundloch des Stollens befand sich in der Nähe der Uhlenbruchstraße, nördlich vom Haus Schleifkotten. In den Jahren 1754 und 1755 war das Bergwerk nachweislich in Betrieb. Im Jahr 1781 wurde der eigene Tiefe Stollen nach Süden vorgetrieben und ein Flöz wurde abgebaut. Der Tiefe Stollen wurde auch Spennemanns Erbstollen genannt. Das Stollenmundloch dieses Stollens befand sich im Bereich Auf der Heide, westlich der Autobahn. Im Jahr 1783 war das Bergwerk noch in Betrieb, im Jahr 1796 wurde die Zeche Haberbank stillgelegt.
Ab November des Jahres 1815 war das Bergwerk wieder in Betrieb, es wurden Aufwältigungsarbeiten betrieben. Im Jahr darauf wurde am Schacht Glücksanfang Abbau betrieben. Der Schacht Glücksanfang war mit einem Pferdegöpel als Fördermaschine ausgestattet. Im Jahr 1820 waren die Schächte Auguste und Glücksanfang in Betrieb und im Jahr 1825 waren die Schächte Auguste, Henriette und Glücksanfang in Betrieb. Im Jahr 1826 kam es unter der Stollensohle zur Vereinigung mit der Zeche Schelle zur Zeche Vereinigte Schelle & Haberbank. Beide Zechen bauten, zwar in unterschiedlichen Flügeln, das gleiche Flöz ab. Im Jahr 1828 wurde am Schacht Mina Abbau betrieben. Im Jahr 1829 wurde die Zeche Haberbank endgültig stillgelegt.

## Was geblieben ist
Vom ehemaligen Schacht Glücksanfang ist nur noch eine Wüstung übrig geblieben. Die Wüstung befindet sich auf der Hohen Egge in Sprockhövel nördlich einer Wohnbebauung. Im Bereich der Straßen Zum Pleßbach und Hohe Egge Unterweg ist diese Wüstung auch heute noch eine Station des Pleßbachwegs.